# Łazęki
Łazęki – wieś sołecka w Polsce położona w województwie mazowieckim, w powiecie płońskim, w gminie Naruszewo.
| SIMC    | Nazwa     | Rodzaj    |
| ------- | --------- | --------- |
| 1061133 | Zdzichowo | część wsi |

Wieś szlachecka położona była w drugiej połowie XVI wieku w ziemi wyszogrodzkiej. W latach 1975–1998 miejscowość administracyjnie należała do województwa ciechanowskiego.